# Municipio de Santo Tomás
El municipio de Santo Tomás es uno de los 125 municipios del Estado de México, México. Su cabecera, donde el palacio municipal se encuentra, es el pueblo de Santo Tomás de los Plátanos también conocido simplemente como Santo Tomás. Forma parte de la región de Tierra Caliente del Estado de México.
Conforme al más reciente censo del INEGI (2020), la población de Santo Tomás asciende a 9729 habitantes, distribuidos en 4893 mujeres y 4836 hombres.
El municipio de Santo Tomás limita al norte con el municipio de Ixtapan del Oro, al sur con el municipio de Otzoloapan, al oriente con Valle de Bravo, al poniente con el municipio de Susupuato Michoacán.
Su distancia aproximada a la capital del país es de 185 Kilómetros, 107 km de la Ciudad de Toluca y a solo 26 km de Valle de Bravo.
La sede municipal, Santo Tomás de los Plátanos, se encuentra situada en las coordenadas geográficas de 100°15’32” O de longitud y 19°10’54” N de latitud. El municipio de Santo Tomás se eleva a una altitud de 1379 m s. n. m.
Este municipio ha observado la ley seca por años, es decir, la venta de alcohol no es permitida, aunque su consumo sí lo es. Por ser de clima cálido, su fauna incluye iguanas y entre su flora se encuentra el cafetal silvestre y el mango.

## Toponimia
La etimología del nombre del municipio de Santo Tomás Caltepec se origina en el náhuatl, donde "calli" se traduce como "casa" y "tépetl" como "cerro", dando lugar a la expresión "Casa en el Cerro". Este término simboliza la ubicación de los primeros residentes que se establecieron en una cañada a lo largo del río Cutzamala en la región Matlatzinca, identificada como Caltépec.

## Historia
El nombre del municipio de Santo Tomás se originó en la época colonial, tomando el nombre de su cabecera municipal que fue designado en honor a uno de los apóstoles. Posteriormente, con la introducción de las huertas de plátanos por don Vasco de Quiroga, el lugar fue oficialmente nombrado Santo Tomás de los Plátanos.
En documentos que datan de 1686 a 1688, se hace referencia a un conflicto por la posesión y herencia legítima de la "hacienda y trapiche de Santa Bárbara" en el pueblo de Santo Tomás. Durante el periodo colonial, el municipio estuvo bajo la jurisdicción de Temascaltepec y Tuzantla, que actualmente pertenece al Estado de Michoacán.
En 1834, Santo Tomás, junto con otros lugares, estaba sujeto al Ayuntamiento de San Martín Otzoloapan, dependiente del partido de Temascaltepec y la Prefectura de Sultepec. Durante la intervención francesa, logró obtener la municipalidad de Santo Tomás de los Plátanos erigida por el General Felipe B. Berriozábal en 1870.
En el contexto de las luchas internas en 1914, la plaza de Santo Tomás de los Plátanos fue tomada por rebeldes procedentes de Susupuáto de Guerrero, Michoacán. Entre 1934 y 1936, el municipio experimentó conflictos internos derivados de diferencias religiosas, políticas y económicas con poblados vecinos, especialmente relacionados con intereses agrarios.
Un acontecimiento significativo ocurrió el 14 de octubre de 1956, cuando el pueblo de Santo Tomás de los Plátanos fue trasladado en procesión, junto con las imágenes del templo, a su nueva ubicación, la que hoy conocemos como Nuevo Santo Tomás de los Plátanos.

## Centros turísticos

### Área Natural Protegida El Malpaís, Santo Tomás de los Plátanos
Lugar ideal para practicar senderismo, deleitarse con la abundante belleza natural, mantenerse activo y capturar hermosas imágenes.
Malpaís, reconocido por su destacado valor natural y arqueológico, recibió la designación de reserva natural protegida en 1993. En este lugar, puedes disfrutar de caminatas a través de sus pintorescos paisajes, participar en actividades de aventura como el senderismo, y contemplar los extensos cultivos de aves del paraíso, guayabos y plátanos.

### Torre hundida de Santa Bárbara, Santo Tomás de los Plátanos
El 14 de octubre de 1956, Santo Tomás de los Plátanos experimentó una reubicación a seis kilómetros al noreste debido a la construcción de la Presa Santa Bárbara, que amenazaba con inundar el asentamiento original. En una procesión que incluía las imágenes del templo, la población llegó a su nuevo hogar, conocido como Nuevo Santo Tomás de los Plátanos, donde todas las edificaciones fueron erigidas por la Comisión Federal de Electricidad (CFE).
Es destacable que, incluso después de 60 años, algunas construcciones del antiguo Santo Tomás permanecen sumergidas bajo el agua. Según los habitantes, la iglesia y algunas casas fueron construidas con una mezcla especial de cal, piedra, arena fina y sangre animal, creando un cemento resistente.
Al visitar la presa, se puede admirar la torre de la antigua parroquia sobresaliendo del agua, ofreciendo una cálida bienvenida a lo que ahora se conoce como Pueblo Viejo, un lugar que sigue siendo central para la identidad de los pobladores del municipio. El entorno proporciona una oportunidad única para capturar fotografías panorámicas con un telón de fondo lleno de historia.

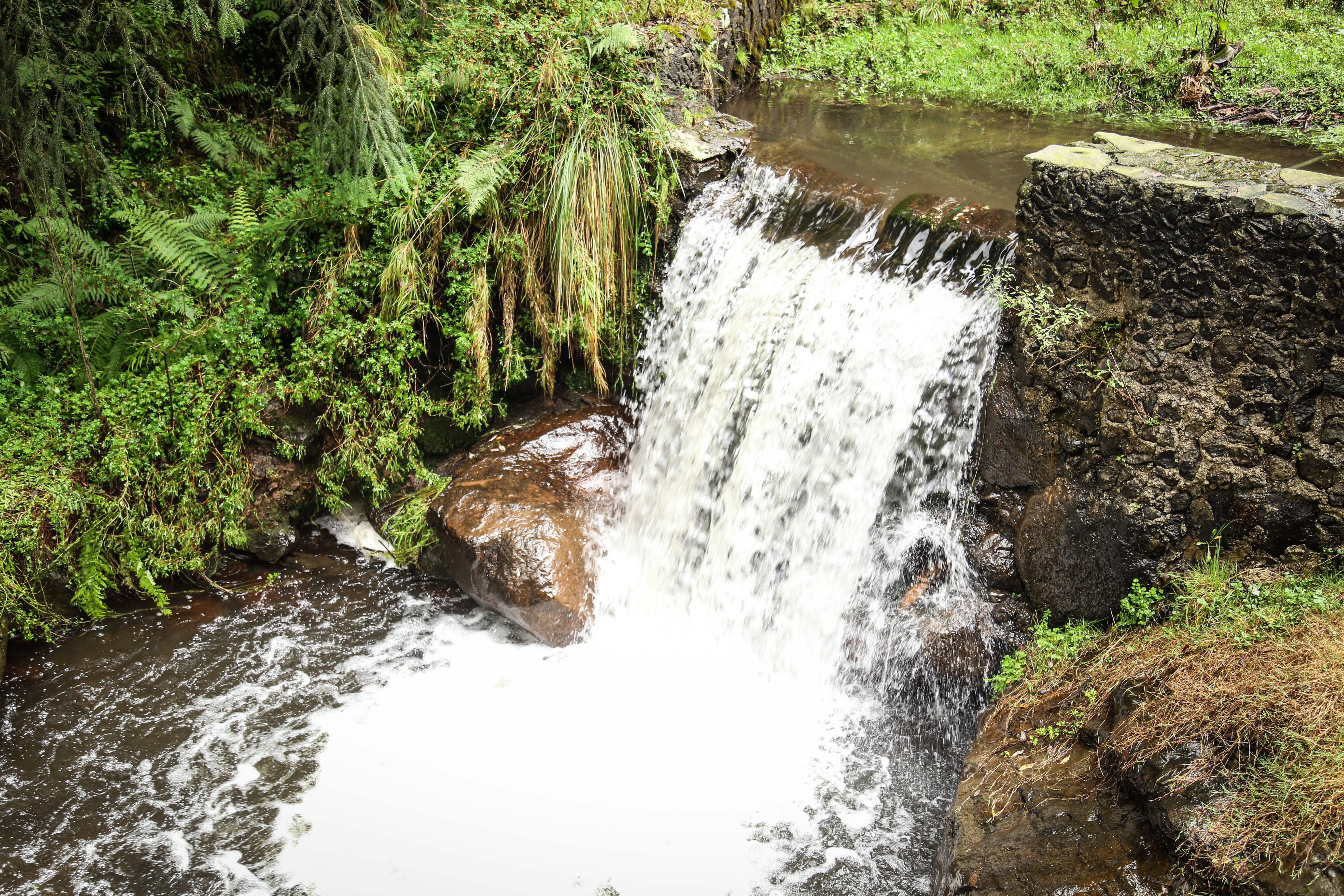
Cascada de Ixtapantongo, Santo Tomás

### Cascada de Ixtapantongo, Santo Tomás de los Plátanos
Esta impresionante cascada forma parte del Sistema Hidroeléctrico “Miguel Alemán” y está situada al noreste del centro de Santo Tomás de los Plátanos, específicamente en la comunidad de Ixtapantongo. Pertenece al curso del río Tilostoc y presenta una caída de aproximadamente 30 a 40 metros.
Durante la temporada de lluvias, la cascada ofrece un espectáculo visualmente impactante gracias a la considerable cantidad de agua que desciende. Esta maravilla natural se encuentra en una zona federal accesible al público, proporcionando un área de descanso y un manantial de agua dulce donde se puede disfrutar de la pesca.

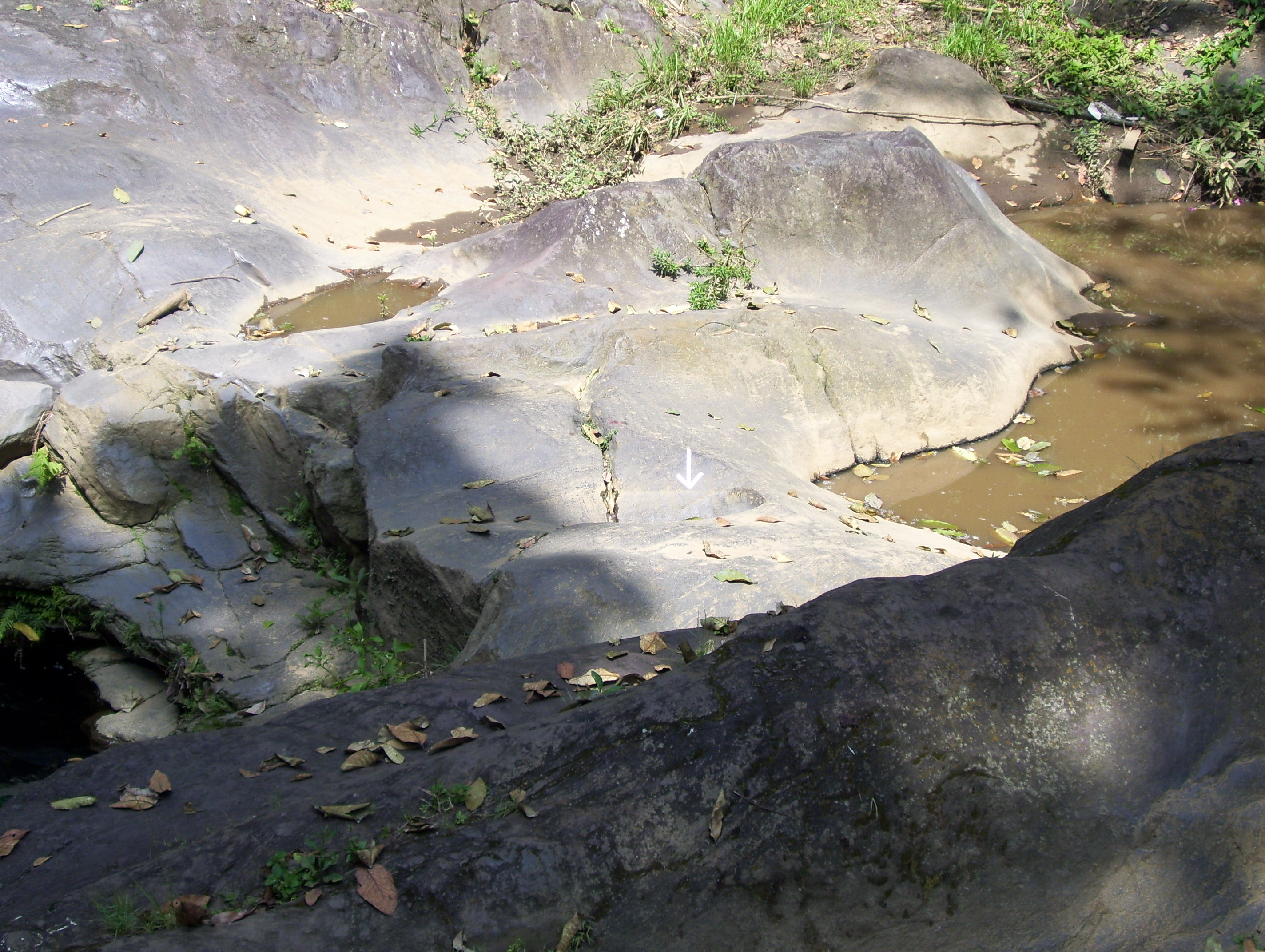
Barranca del Diablo en Santo Tomás

### Barranca del Diablo en Santo Tomás
En el pasado, los habitantes de la antigua Santo Tomás solían dirigirse a Valle de Bravo para comercializar sus cultivos, que incluían guayaba, mango, mamey, maíz, plátanos y café. Para llegar a este municipio vecino, los tomasenses tenían tres rutas: la primera a través de la comunidad El Salitre, la segunda por Tacuitapan y la última por la orilla de la barranca. A pesar de las opciones, todos convergían en un mismo punto, ya sea a caballo o a pie. Fue durante estos viajes que los pobladores descubrieron las pinturas rupestres.
La barranca del Diablo, con una profundidad de 400 metros, se ha convertido en un destino fascinante para amantes de la naturaleza, la adrenalina y las leyendas. Los visitantes tienen la oportunidad de admirar pinturas rupestres y escuchar relatos enigmáticos, incluyendo el que da nombre a este lugar. En las profundidades de la barranca, se encuentran yacimientos de agua mineral, árboles frutales y una variada vegetación que contribuye a la riqueza natural de la región.

### Pinturas Rupestres de Ixtapantongo, Santo Tomás de los Plátanos
En Santo Tomás, cada hallazgo constituye un elemento valioso para nuestro municipio, y uno de los descubrimientos más significativos es el mural de piedra que alberga pinturas rupestres, una manifestación artística ancestral que se conserva hasta el día de hoy.
Este mural, ubicado en un entorno natural rico en flora y fauna, presenta representaciones de escenas que incluyen decapitaciones y sacrificios humanos, el zompancle, también conocido como el "árbol de las calaveras", donde colocaban las cabezas decapitadas. Asimismo, se encuentran imágenes en honor a Mayáhuel, la diosa del pulque; Xipetotec, el dios desollado descalzo y sin piel; y Tonatiuh, dios del sol, quienes eran venerados en los rituales.
Estudios indican que estas pinturas rupestres podrían tener origen tolteca, mexica y tarasco, aunque aún no se ha determinado la fuente de la tinta, se presume que provendría de ciertos árboles. Es sorprendente que, a pesar de estar al aire libre, los colores originales de estos códices rupestres se mantengan vívidos, resaltando la importancia de estos descubrimientos.
Explora y aprecia la rica cultura de nuestros antepasados y la historia de México en nuestro hermoso municipio. Se recomienda llevar calzado cómodo y vestimenta adecuada según la estación del año en la que nos visites.

## Política

### Presidentes municipales
| Presidente                        | Periodo   | Partido |
| --------------------------------- | --------- | ------- |
| María del Rosario Matías Esquivel | 2022-2024 |         |
| Ismael Félix Matías Domínguez     | 2025-     |         |